# Carramboa
Carramboa é um género botânico pertencente à família Asteraceae.